# More Fast Songs About Apocalypse
 (juin 2017).
Albums de Moby
These Systems Are Failing
(2016) Everything Was Beautiful and Nothing Hurt
(2018)
More Fast Songs About Apocalypse est le quatorzième album de Moby sorti le 12 juin 2017. C'est la suite de l'album These Systems Are Failing. Il est sorti gratuitement par le site de transfert de fichiers WeTransfer. 

## Liste des chansons
Les neuf pistes de cet album sont :
| 1.    | Silence                                                              | 3:56 |
| 2.    | A Softer War                                                         | 4:29 |
| 3.    | There's Nothing Wrong With The World There's Something Wrong With Me | 3:52 |
| 4.    | Trust                                                                | 2:50 |
| 5.    | All The Hurts We Made                                                | 5:06 |
| 6.    | In This Cold Place                                                   | 3:57 |
| 7.    | If Only A Correction Of All We've Been                               | 5:25 |
| 8.    | It's So Hard To Say Goodbye                                          | 3:27 |
| 9.    | A Happy Song                                                         | 2:49 |
| 35:50 |                                                                      |      |

## Personnel
- Moby : chant, chœurs, instruments, production, ingénieur du son, photographe
- The Void Pacific Choir : chant, chœurs